# AKR1A1
AKR1A1 (англ. Aldo-keto reductase family 1 member A1) – білок, який кодується однойменним геном, розташованим у людей на короткому плечі 1-ї хромосоми.  Довжина поліпептидного ланцюга білка становить 325 амінокислот, а молекулярна маса — 36 573.
| 10         |  | 20         |  | 30         |  | 40         |  | 50         |
| ---------- |  | ---------- |  | ---------- |  | ---------- |  | ---------- |
| MAASCVLLHT |  | GQKMPLIGLG |  | TWKSEPGQVK |  | AAVKYALSVG |  | YRHIDCAAIY |
| GNEPEIGEAL |  | KEDVGPGKAV |  | PREELFVTSK |  | LWNTKHHPED |  | VEPALRKTLA |
| DLQLEYLDLY |  | LMHWPYAFER |  | GDNPFPKNAD |  | GTICYDSTHY |  | KETWKALEAL |
| VAKGLVQALG |  | LSNFNSRQID |  | DILSVASVRP |  | AVLQVECHPY |  | LAQNELIAHC |
| QARGLEVTAY |  | SPLGSSDRAW |  | RDPDEPVLLE |  | EPVVLALAEK |  | YGRSPAQILL |
| RWQVQRKVIC |  | IPKSITPSRI |  | LQNIKVFDFT |  | FSPEEMKQLN |  | ALNKNWRYIV |
| PMLTVDGKRV |  | PRDAGHPLYP |  | FNDPY      |  |            |  |            |

A: Аланін

C: Цистеїн

D: Аспарагінова кислота

E: Глутамінова кислота

F: Фенілаланін

G: Гліцин

H: Гістидин

I: Ізолейцин

K: Лізин

L: Лейцин

M: Метіонін

N: Аспарагін

P: Пролін

Q: Глутамін

R: Аргінін

S: Серин

T: Треонін

V: Валін

W: Триптофан

Кодований геном білок за функціями належить до оксидоредуктаз, фосфопротеїнів. 
Задіяний у таких біологічних процесах як поліморфізм, ацетиляція. 
Білок має сайт для зв'язування з НАДФ. 